# Championnat du Liban de football 1994-1995
Navigation
Saison précédente Saison suivante
La saison 1994-1995 du Championnat du Liban de football est la trente-cinquième édition du championnat de première division au Liban. Les quatorze meilleurs clubs du pays sont regroupés au sein d'une poule unique où ils s'affrontent deux fois au cours de la saison, à domicile et à l'extérieur. En fin de saison, les deux derniers du classement sont relégués et remplacés par les deux meilleurs clubs de deuxième division.
C'est le club d'Al Ansar, tenant du titre depuis 1988, qui remporte à nouveau le championnat cette saison, après avoir terminé en tête du classement final avec sept points sur Nejmeh SC et dix sur Homenetmen Beyrouth. C'est le septième titre de champion du Liban de l'histoire du club, qui réalise un nouveau doublé en s'imposant en finale de la Coupe du Liban face à Homenmen Beyrouth.

## Les clubs participants
| - Al Ansar - Safa Beyrouth - Al Ahly Sidon - Promu de D2 - Nejmeh SC - Al Borj - Club Sagesse - Homenmen Beyrouth | - Salam Zgharta - Harakat Al Shabab - Promu de D2 - Al Tadamon Tyr - Racing Club de Beyrouth - Homenetmen Beyrouth - Al Ahly Sarba - Akhaa Ahli Aley |

## Compétition

### Classement
Le barème utilisé pour établir le classement est le suivant :
- Victoire : 3 points
- Match nul : 1 point
- Défaite : 0 point

| Rang | Équipe                  | Pts | J  | G  | N  | P  | Bp | Bc | Diff |
| ---- | ----------------------- | --- | -- | -- | -- | -- | -- | -- | ---- |
| 1    | Al Ansar'T'C            | 61  | 26 | 18 | 7  | 1  | 47 | 13 | +34  |
| 2    | Nejmeh SC               | 54  | 26 | 15 | 9  | 2  | 33 | 16 | +17  |
| 3    | Homenetmen Beyrouth     | 51  | 26 | 15 | 6  | 5  | 38 | 22 | +16  |
| 4    | Homenmen Beyrouth       | 47  | 26 | 12 | 11 | 3  | 37 | 22 | +15  |
| 5    | Al Tadamon Tyr          | 38  | 26 | 11 | 5  | 10 | 38 | 31 | +7   |
| 6    | Club Sagesse            | 35  | 26 | 7  | 14 | 5  | 28 | 26 | +2   |
| 7    | Akhaa Ahli Aley         | 31  | 26 | 8  | 7  | 11 | 25 | 24 | +1   |
| 8    | Safa Beyrouth           | 30  | 26 | 6  | 12 | 8  | 33 | 30 | +3   |
| 9    | Al Borj                 | 29  | 26 | 6  | 11 | 9  | 21 | 26 | -5   |
| 10   | Racing Club de Beyrouth | 28  | 26 | 6  | 10 | 10 | 22 | 29 | -7   |
| 11   | Harakat Al ShababP      | 25  | 26 | 6  | 7  | 13 | 36 | 55 | -19  |
| 12   | Al Ahly Sarba           | 24  | 26 | 6  | 6  | 14 | 25 | 40 | -15  |
| 13   | Salam Zgharta           | 20  | 26 | 6  | 2  | 18 | 31 | 54 | -23  |
| 14   | Al Ahly SidonP          | 15  | 26 | 2  | 9  | 15 | 13 | 39 | -26  |

|  | Qualification pour la Coupe d'Asie des clubs champions 1995-1996                      |
|  | Qualification pour la Coupe des Coupes 1995-1996                                      |
|  | Relégation en deuxième division                                                       |
|  | T : Tenant du titre C : Vainqueur de la Coupe du Liban P : Promu de deuxième division |

## Bilan de la saison
| Championnat du Liban de football 1994-1995                        |                     |
| Champion                                                          | Al Ansar (7e titre) |
| Coupes et trophées                                                |                     |
| Vainqueur de la Coupe du Liban 1994-1995                          | Al Ansar            |
| Qualifications continentales                                      |                     |
| Coupe d'Asie des clubs champions 1995-1996                        | Al Ansar            |
| Coupe des Coupes 1995-1996                                        | Homenmen Beyrouth,  |
| Promotions et relégations                                         |                     |
| Promus en Premier League                                          | Al Riyada Wal Adab  |
| Promus en Premier League                                          | Shabab Al-Sahel     |
| Relégués en Championnat du Liban de football de deuxième division | Al Salam Zgharta    |
| Relégués en Championnat du Liban de football de deuxième division | Al Ahly Sidon       |